# Fred Denger
Fred Denger, de son vrai nom Alfred Denger (né le 12 juin 1920 à Darmstadt, mort le 30 octobre 1983 à Hohegeiß) est un écrivain et scénariste allemand.

## Biographie
Après son abitur, Denger devient acteur et humoriste. Pendant la Seconde Guerre mondiale, il fait partie du groupe de résistance Oncle Émile.
Après la guerre, il se consacre à l'écriture. Il se fait connaître grâce à la pièce Wir heißen euch hoffen, créée en 1946 par Gustav von Wangenheim au Deutsches Theater de Berlin. Langusten, pièce avec un seul personnage présenté en 1957, devient un classique du théâtre populaire.
Denger publie 13 romans, des nouvelles, des récits de voyage et des chroniques judiciaires, publiés pour la plupart sous pseudonyme. Il obtient un grand succès avec le roman Der große Boss, une adaptation libre de l'Ancien Testament publiée en 1982. Mais il ne le verra pas, car il meurt d'une crise cardiaque l'année suivante.
En plus d'écrire, Denger fut gardien de zoo, employé de banque, acrobate de cirque et directeur de théâtre.
Il écrit de nombreux scénarios pour de grandes productions cinématographiques allemandes, notamment des adaptations de Karl May ou d'Edgar Wallace.
Dans sa vie privée, Denger a été marié une douzaine de fois.

## Filmographie
- 1960 : Langusten
- 1961 : Auf Wiedersehen
- 1964 : Die Dame mit dem Spitzentuch
- 1964 : La Case de l'oncle Tom
- 1965 : L'Appât de l'or noir
- 1965 : Old Surehand
- 1965 : Le Moine inquiétant (Der unheimliche Mönch)
- 1965 : Le congrès s'amuse
- 1966 : Razzia au F.B.I.
- 1966 : Le Jour le plus long de Kansas City
- 1967 : La Main de l'épouvante
- 1970 : Les Fantaisies amoureuses de Siegfried
- 1971 : Das ehrliche Interview
- 1971 : Les Aventures intimes des hommes mariés
- 1971 : Piège pour un évadé (en)
- 1973 : Der Ostfriesen-Report
- 1973 : Matratzen-Tango
- 1973 : La Torture
- 1973 : Les Voluptueuses

## Source de la traduction
- (de) Cet article est partiellement ou en totalité issu de l’article de Wikipédia en allemand intitulé « Fred Denger » (voir la liste des auteurs).